# Memoriał Henryka Łasaka 2008
Il Memoriał Henryka Łasaka 2008, decima edizione della corsa, valida come evento dell'UCI Europe Tour 2008 categoria 1.2, si svolse il 16 agosto 2008 su un percorso di 164,9 km. Fu vinto dal polacco Krzysztof Jeżowski, che terminò la gara in 3h53'11" alla media di 42,42 km/h.
Al traguardo 55 ciclisti portarono a termine il percorso.

## Ordine d'arrivo (Top 10)
| Pos. | Corridore             | Squadra      | Tempo    |
| ---- | --------------------- | ------------ | -------- |
| 1    | Krzysztof Jeżowski    | CCC Polsat   | 3h53'11" |
| 2    | Błażej Janiaczyk      | Mróz Action  | s.t.     |
| 3    | Mart Ojavee           | Rietumu Bank | s.t.     |
| 4    | Adam Sznitko          | Legia        | s.t.     |
| 5    | Tomas Micek           | Team Cube    | s.t.     |
| 6    | Maksim Kumilewski     |              | s.t.     |
| 7    | Sylwester Janiszewski | Legia        | s.t.     |
| 8    | Jiří Sibl             | Team Cube    | s.t.     |
| 9    | Mateusz Komar         | DHL-Author   | s.t.     |
| 10   | Patrik Tybor          | DUK          | s.t.     |